# Manchester Evening News

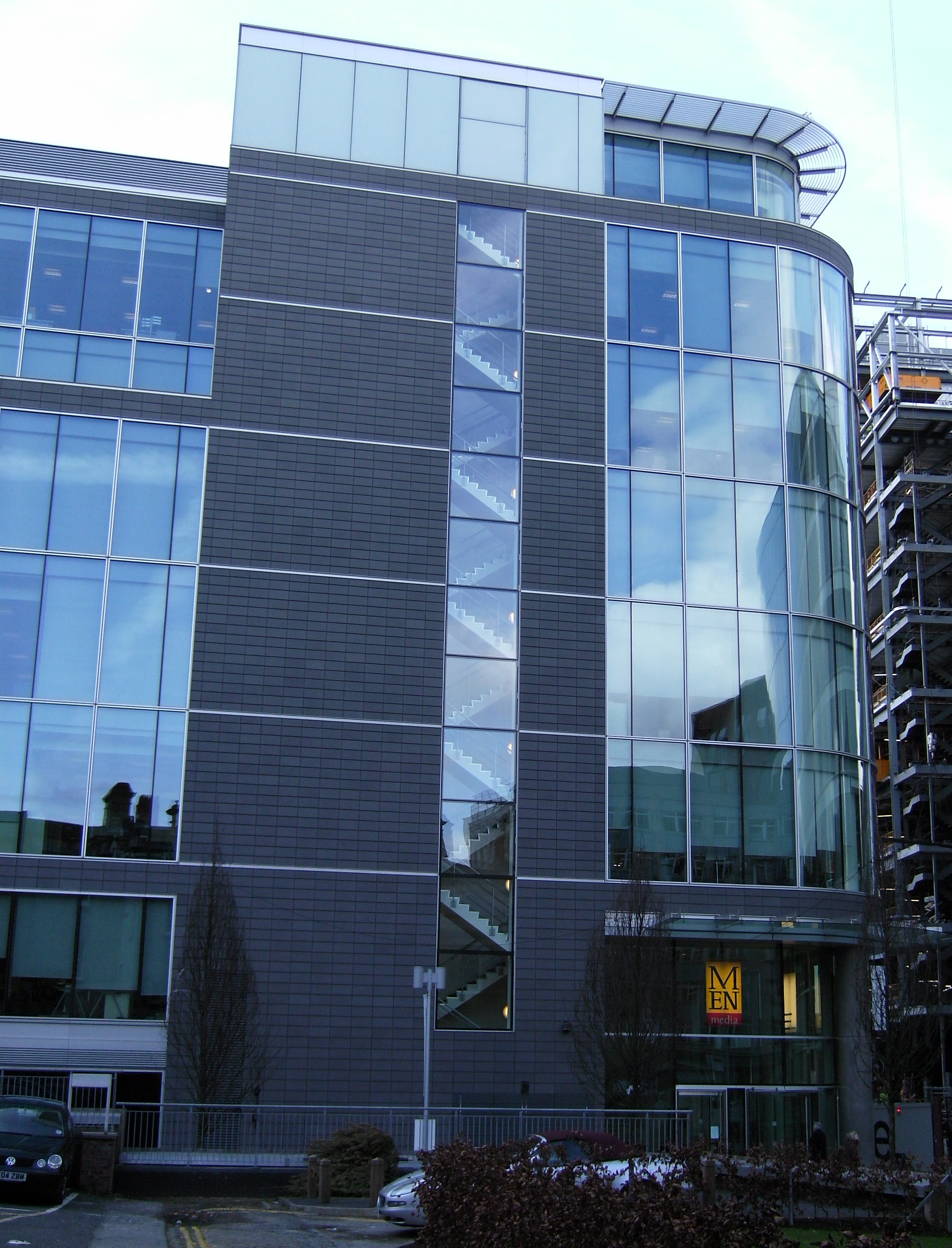
Siège du MEN à Manchester

Le Manchester Evening News (MEN) est un quotidien d'information britannique, publié dans le comté du Grand Manchester en Angleterre du lundi au samedi. Début 2011, son tirage est d'environ 90 000 exemplaires.

## Histoire
Le quotidien est fondé en 1868 par Mitchell Henry en vue des élections législatives. Juste après, il le revend à son fils John Edward Taylor, fondateur du Manchester Guardian, qui deviendra The Guardian.